# Kultura oryniacka

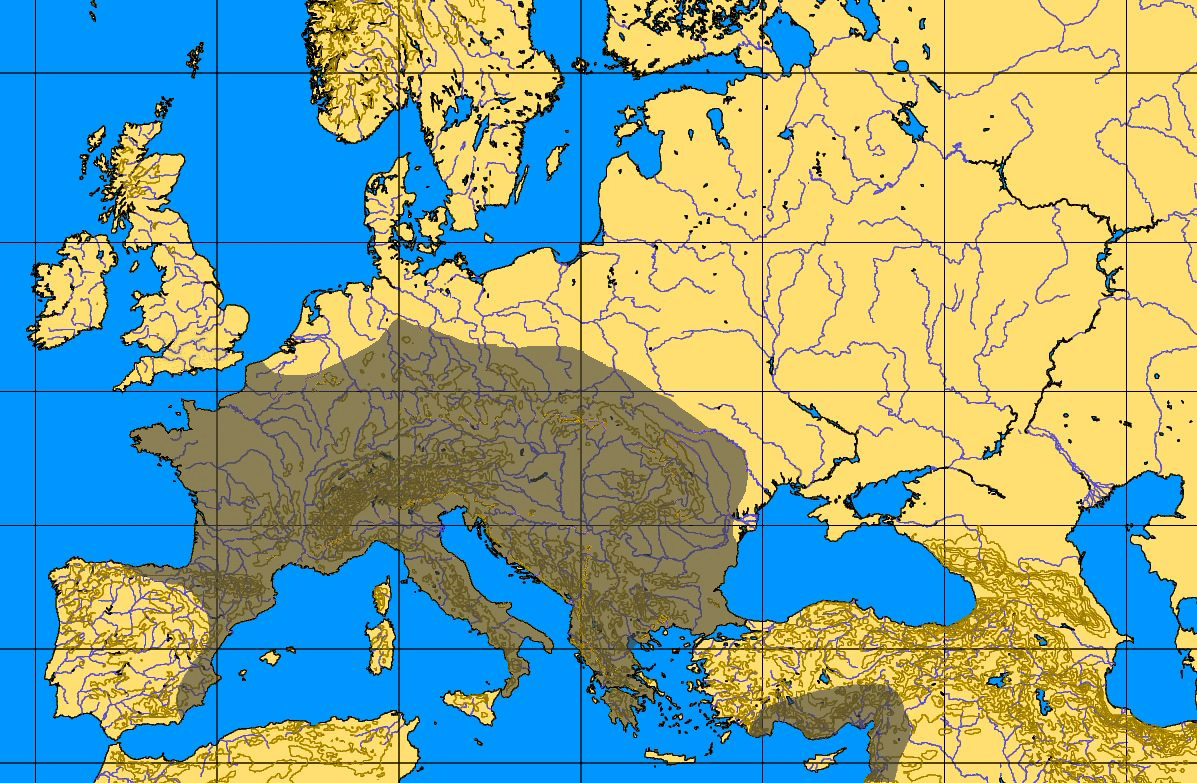
Zasięg kultury oryniackiej

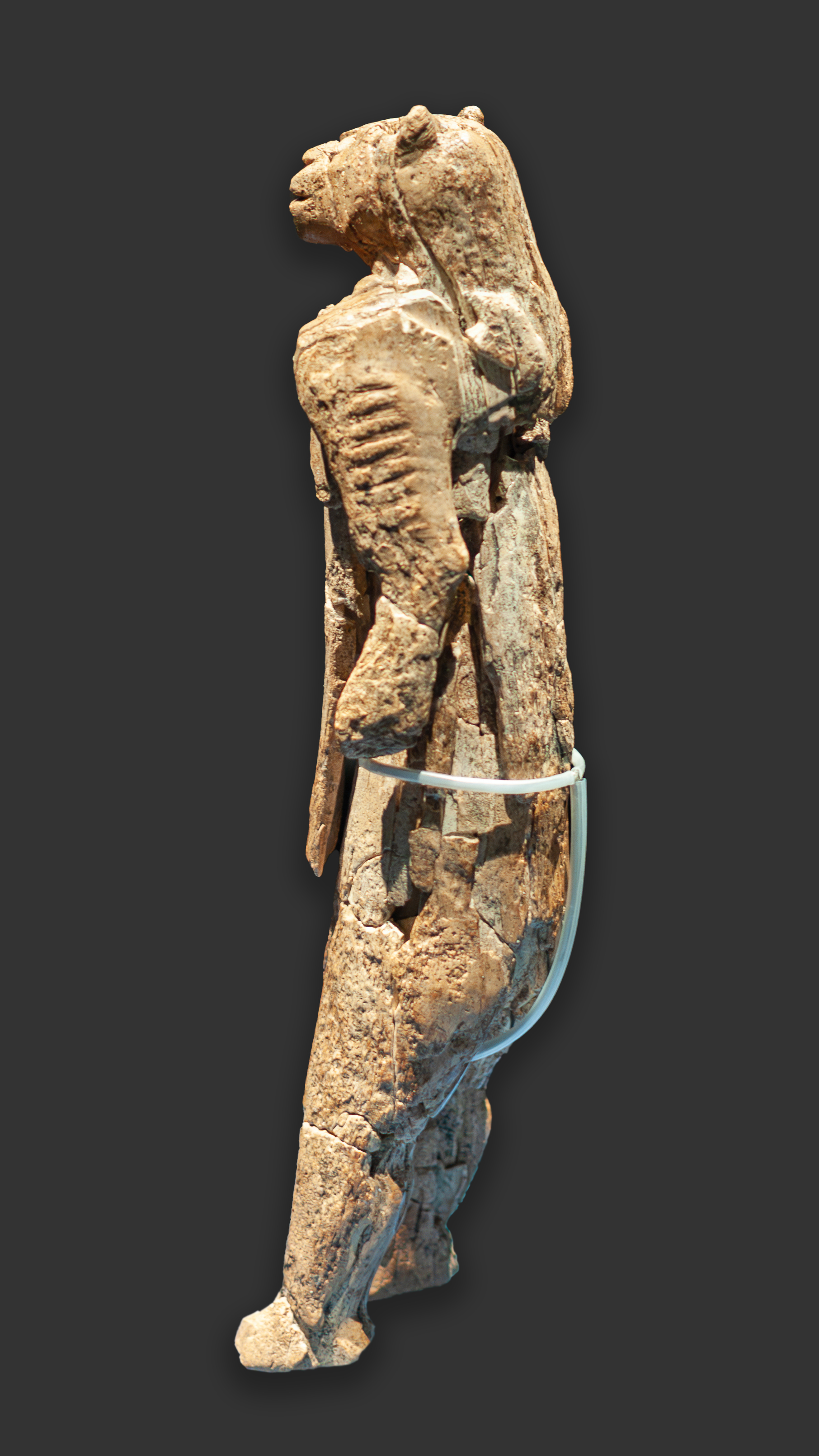
Figurka człowieka-lwa (jaskinia Hohlenstein-Stadel, Jura Szwabska), datowana na 32 000 lat temu

Kultura oryniacka (40-20 tys. lat temu) – górnopaleolityczna kultura narzędzi odłupkowych i klingowych, a także kościanych i rogowych, rozwijająca się w Europie, Azji, Afryce Północnej; w Polsce na południu (w Krakowie i okolicy) oraz południowym zachodzie (Śląsku). 
Szerzycielem kultury jest Homo sapiens sapiens. W tym okresie pojawiają się liczne przedmioty ozdobne, figurki kobiece znane dziś pod określeniem paleolitycznej Wenus, kult grzebania zmarłych i pierwsze trwałe domostwa. Z kulturą oryniacką związane są pierwsze znane przedstawienia obrazowe, np. schematyczne rysunki zwierząt. Przemysł cechuje technologia wiórowa obróbki kamienia, produkcja drapaczy, rylców, wiórowców i wysoka znajomość obróbki kości.
Nazwa kultury pochodzi od znajdującej się w Pirenejach jaskini Aurignac. Jaskinia ta została zbadana w 1860 przez E. Larteta. 
Kultura oryniacka została wyodrębniona w 1906 przez Henriego Breuila oraz É. Cartailhaca jako proponowane określenie dla kultur istniejących pomiędzy kulturami mustierskimi a soultrejskimi. Lokalna odmiana tej kultury w Anatolii bywa określana jako przemysł kemeryjski, niejasne pozostają jej związki z tzw. lewanto-oryniakiem z terenu Syropalestyny. 

## Podział chronologiczny
W latach 30. XX wieku D. Peyroni zaproponował podział chronologiczny kultury oryniackiej na pięć faz:
- faza I - szerokie, rozszczepione ostrza kościane z renifera, grube drapacze tzw. łódkowate
- faza II - romboidalne ostrza kościane bez rozszczepienia, drapacze zwężają się, pojawiają się tzw. drapacze pyskowate
- fazy III i IV - ostrza kościane o okrągłym przekroju, zanika tzw. retusz oryniacki
- faza V - ostrza kościane ze ściętą podstawą oraz dwustożkowe, liczne drapacze łódkowate i rylce

## Polska
Na terenach dzisiejszej Polski rozwojowi kultury oryniackiej i nasileniu migracji sprzyja ocieplenie się klimatu i cofanie się lodowca. Polskę południową zamieszkują liczne gromady ludzi, zamieszkujących nie tylko w grotach i jaskiniach, ale i w osadach na terenie otwartym. Na stanowiskach archeologicznych kultury oryniackiej znajduje się – obok narzędzi krzemiennych (rylce klinowe, noże wiórowe, skrobacze odłupkowe itp.) – także wyroby kościane, jak ostrza oszczepów, oraz ozdoby z muszli i zębów zwierzęcych. W Jaskini Mamutowej w Polsce znaleziono m.in. obrobione ciosy mamuta pochodzące z okresu oryniackiego.